# Nyayo National Stadium
Das Nyayo National Stadium ist ein Mehrzweckstadion in Nairobi, Kenia. Es wird hauptsächlich für Fußballspiele der kenianischen Liga benutzt, der AFC Leopards absolviert dort den Großteil seiner Heimspiele. Das Stadion verfügt außerdem über eine Turnhalle, ein 50-m-Schwimmbecken und Spielfelder für Handball und Volleyball.
2005 wurde beim WM-Qualifikationsspiel Kenia gegen Marokko mindestens ein Mensch zu Tode getrampelt. Die FIFA sperrte das Nyayo National Stadium daraufhin für zwei Jahre für internationale Fußballspiele. Dia Kapazität wurde von 35.000 auf 25.000 reduziert. Im Oktober 2010 kam es bei einem Ligaspiel des AFC Leopards gegen Gor Mahia zu einer Massenpanik, bei der mehrere Menschen starben und mindestens 30 Personen verletzt wurden.
Im Jahr 2019 fanden im August in dem Stadion die nationalen kenianischen Leichtathletik-Meisterschaften statt.